# Jbel Sirwa
Das isolierte Bergmassiv des Jbel Sirwa oder Jebel Siroua (arabisch جبل سيروا; Zentralatlas-Tamazight ⴰⴷⵔⴰⵔ ⵏ ⵙⵉⵔⵡⴰ = Adrar n'Sirwa) im Süden Marokkos wird – trotz seiner geographischen Nähe zum Toubkal-Massiv im Hohen Atlas – aufgrund seiner geologischen Struktur und seines ariden Landschaftsbildes meist als ein Teil des Anti-Atlas oder aber – wegen seines vulkanischen Ursprungs – als geologisch eigenständiger Bergstock angesehen.

## Lage und Klima
Der eine maximale Höhe von 3304 m erreichende Bergstock erhebt sich nordöstlich von Taliouine bzw. südwestlich von Ouarzazate zwischen den Orten Aoulouz und Askaouen im Osten der Provinz Taroudannt. Die Dörfer Tizgui, Tagouyamt und Tislit bzw. deren Umgebung bilden die Hauptattraktionen im Zentrum des Bergmassivs. Der spärliche Regen (ca. 250 mm/Jahr) fällt nahezu ausnahmslos im Winterhalbjahr.

## Bevölkerung
Das meist ca. 700 bis 1500 m hoch gelegene Gebiet des Jbel Sirwa ist äußerst dünn besiedelt; hier finden sich nur einige wenige Dörfer und keine Städte. Die Bevölkerung besteht fast ausschließlich aus Berbern, denen es in den vergangenen Jahrhunderten, vielleicht sogar Jahrtausenden, gelungen ist, den trockenen und steinigen Böden das zum Überleben Notwendige abzuringen. Stark reduzierte oder sogar ganz ausbleibende Regenfälle seit den 1970er Jahren hatten eine Abwanderung vieler Familien in die Städte Marokkos zur Folge.

## Wirtschaft
Im Zentrum der landwirtschaftlichen Betätigung steht traditionell die Viehzucht (Schafe, Ziegen). Auf den etwas fruchtbareren Böden der Tallagen konnte auch Gerste angebaut werden. Dagegen mussten Gemüse und Früchte, ausgenommen Zwiebeln und Bohnen sowie Granatäpfel und Kaktusfeigen, auf den Märkten gekauft oder eingetauscht werden. Die wesentlichen Einnahmequellen der Dörfer im Gebiet des Jbel Sirwa bilden heute Geldtransferleistungen von Familienmitgliedern sowie lokal die Safrangewinnung und in stärker werdendem Umfang der Tourismus.

## Sehenswürdigkeiten
Die in einer steil aufragenden Felswand befindlichen Agadire von Tizgui gehören zu den eindrucksvollsten Bauten ihrer Art. Einige vermuten, dass es sich ursprünglich um Wohnbauten handelte, die später zu Speichern umgenutzt wurden. Die bizarr anmutenden Felsformationen bei Tislit erinnern daran, dass das Gebiet des Jbel Sirwa vulkanischen Ursprungs ist.